# Pudicicija
Pudicicija (lat. Pudicitia) je boginja koja personifikuje čednost i smirenost rimskih matrona.
Imala je dva svetilišta, jedno starije na Volovskom trgu (Forum Boarium), gde su se molile patricijske žene (Pudicitia patricia), dok je kasnije nastalo drugo, posvećeno plebejskoj Pudiciciji (Pudicitia plebeia). Prema Liviju (10,23), do toga je došlo 296. p.n.e. kada su Virginiji, devojci stare patricijske porodice, rimske matrone zabranile da uđe u hram zbog udaje za plebejskog konzula, pa je ona podigla novo svetilište, posvećeno čednosti plebejskih žena. To je učinila tako što je deo svoje kuće u Vicus Longus (dugačkoj ulici koja prolazi između brežuljka Kvirnal i Viminal) pretvorila u manje svetilište (sacellum). Livije tvrdi da je time ovaj kult unizila i omogućila ženama svakojakog sloja da tu dolaze, pa je ova boginja navodno pala u zaborav. Ovu tvrdnju dovodi u sumnju pominjanje njenog kulta kod drugih pisaca (Fest, Juvenal), kao i činjenica da je u doba Carstva uvršćena među božanstva vladarske kuće. Prikazivana je na novcu rimskih carica kao smerna, velom pokrivena žena u stajaćem ili sedećem položaju.

## Literatura
- Bujuklić, Žika; (2010). Forum Romanum - Rimska država, pravo, religija i mitovi, Beograd.